# Bithynia (Gattung)
 Bithynia  ist eine Gattung von Süßwasserschnecken aus der Familie der Schnauzenschnecken (Bithyniidae), die zur Ordnung der Architaenioglossa gestellt wird. Sie kommt mit mehreren Arten in den europäischen Binnengewässern vor.

## Merkmale
Die Arten der Gattung besitzen ein rechtsgewundenes, mäßig schlankes, konisches Gehäuse. Etwa fünf bis sechs Windungen werden gebildet. Die Höhe beträgt bis etwa 1,5 cm, die Dicke bis max. etwa 1 cm. Die Mündung kann durch ein verkalktes Operkulum verschlossen werden. Das bräunliche Gehäuse weist eine annähernd glatte, z. T. glänzende Oberfläche auf, die nur Anwachsstreifen zeigt. Die Schale ist verhältnismäßig dünn und durchscheinend. 

## Lebensweise und Verbreitung
Die Arten der Gattung sind Filtrierer und Detritusfresser. Sie sind in Europa und Nordasien weit verbreitet. Die Arten der Gattung Bithynia sind getrenntgeschlechtlich. Die Jungen schlüpfen je nach Wassertemperatur nach 14 bis 20 Tagen.

## Systematik
Die Fauna Europaea unterteilt die Gattung Bithynia Leach in zwei Untergattungen, die Nominatuntergattung Bithynia (Bithynia) und Bithynia (Codiella) Locard, 1894. Andere Autoren lehnen diese Untergattungsgliederung ab.
- Bithynia boissieri (Küster, 1852)
- Bithynia candiota Westerlund, 1885
- Bithynia graeca Westerlund, 1879
- Bithynia italica (Paulucci, 1880)
- Bauchige Schnauzenschnecke Bithynia leachii (Sheppard, 1823)
- Bithynia mostarensis Moellendorff, 1873
- Gemeine Schnauzenschnecke Bithynia (Bithynia) tentaculata (Linnaeus, 1758)
- Bithynia radomani Glöer & Pešić, 2007
- Bithynia schwabii Frauenfeld, 1865
- Bithynia skadarskii Glöer & Pešić, 2007
- Bithynia troschelii (Paasch, 1842)
- Bithynia walderdorffii Frauenfeld, 1865
- Bithynia zeta Glöer & Pešić, 2007

## Bedeutung als Krankheitsvektor
Bithynia-Arten sind erster Zwischenwirt für den Leberegel Metorchis bilis.